# L'Enfant que j'étais
Chansons représentant la Suisse au Concours Eurovision de la chanson
Refrain
(1956) Giorgio
(1958)
L'Enfant que j'étais est une chanson interprétée par la chanteuse suisse Lys Assia et dirigée par Willy Berking pour représenter le Suisse au Concours Eurovision de la chanson 1957 qui se déroulait à Francfort-sur-le-Main, en Allemagne de l'Ouest.
Elle est intégralement interprétée en français, une des langues nationales, comme le veut la coutume avant 1966.
Il s'agit de la dixième et dernière chanson interprétée lors de la soirée, après Birthe Wilke et Gustav Winckler qui représentaient le Danemark avec Skibet skal sejle i nat. À l'issue du vote, elle a obtenu 5 points, se classant 8e sur 10 chansons,.